# Белоярское сельское поселение (Томская область)
Белоя́рское се́льское поселе́ние — муниципальное образование (сельское поселение) в Тегульдетском районе Томской области, Россия. В состав поселения входят 3 населённых пункта. Административный центр сельского поселения — посёлок Белый Яр. Население — 531 чел. (по данным на 1 августа 2012 года).
Глава сельского поселения и председатель Совета — Василий Николаевич Поздняков.

## География
Расстояние от населённых пунктов, входящих в состав поселения, до посёлка Белый Яр составляет от 11 км (д. Озёрное) до 23 км (д. Новошумилово).

## История
Поселение образовано 9 сентября 2004 года Законом Томской области «О наделении статусом муниципального района, сельского поселения и установлении границ муниципальных образований на территории Тегульдетского района».

## Населённые пункты
| Населённый пункт | Население (01.08.2012) |
| ---------------- | ---------------------- |
| пос. Белый Яр    | 411                    |
| д. Озёрное       | 29                     |
| д. Новошумилово  | 91                     |

### Упразднённые населённые пункты
Верхнее Скоблино — упразднённая в 2004 году деревня.